# Distretto di Akkuş

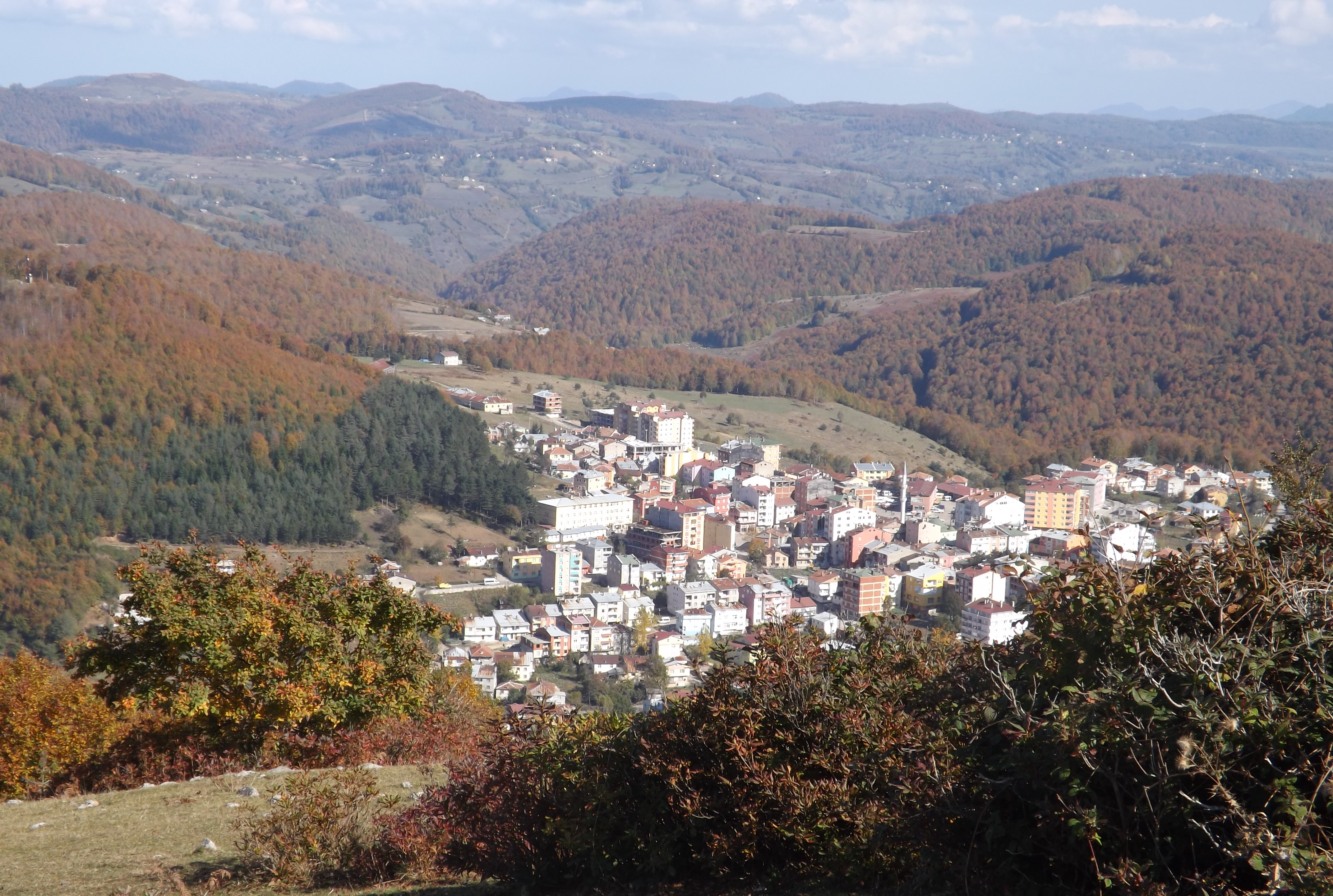
Akkuş

Il distretto di Akkuş (in turco Akkuş ilçesi) è uno dei distretti della provincia di Ordu, in Turchia.